# Cruise Europa
Cruise Europa è un traghetto ro-ro passeggeri del Gruppo Grimaldi varato il 14 marzo 2009 presso i cantieri navali di Castellammare di Stabia, terzo di una serie di quattro traghetti commissionati dal Gruppo Grimaldi per potenziare i collegamenti nel Mediterraneo: nonostante sia gemella alle unità Cruise Roma e Cruise Barcelona si differenzia per alcuni particolari e una diversa configurazione interna che le dà una maggiore capacità per il trasporto di passeggeri.

## Caratteristiche

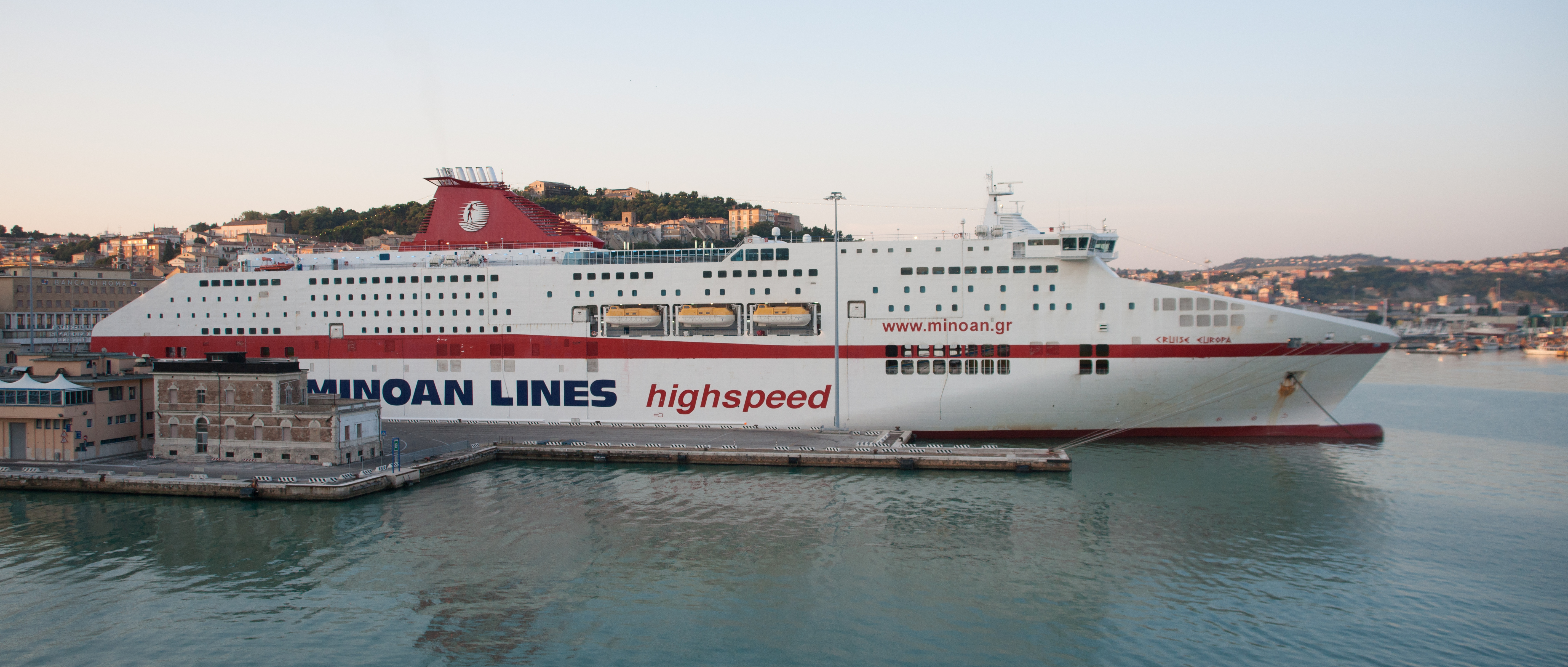
Cruise Europa nel 2013.

La Cruise Europa è lunga 225 metri e larga circa 31 ed è in grado di trasportare 2.850 passeggeri in 413 cabine di cui quasi 60 suite, oltre a 542 poltrone reclinabili. Può inoltre imbarcare 250 automobili e viaggiare ad una velocità di 27,5 nodi. È dotata di comfort come piscina, ristorante, casinò, internet point, attività commerciali e discoteca.

## Servizio

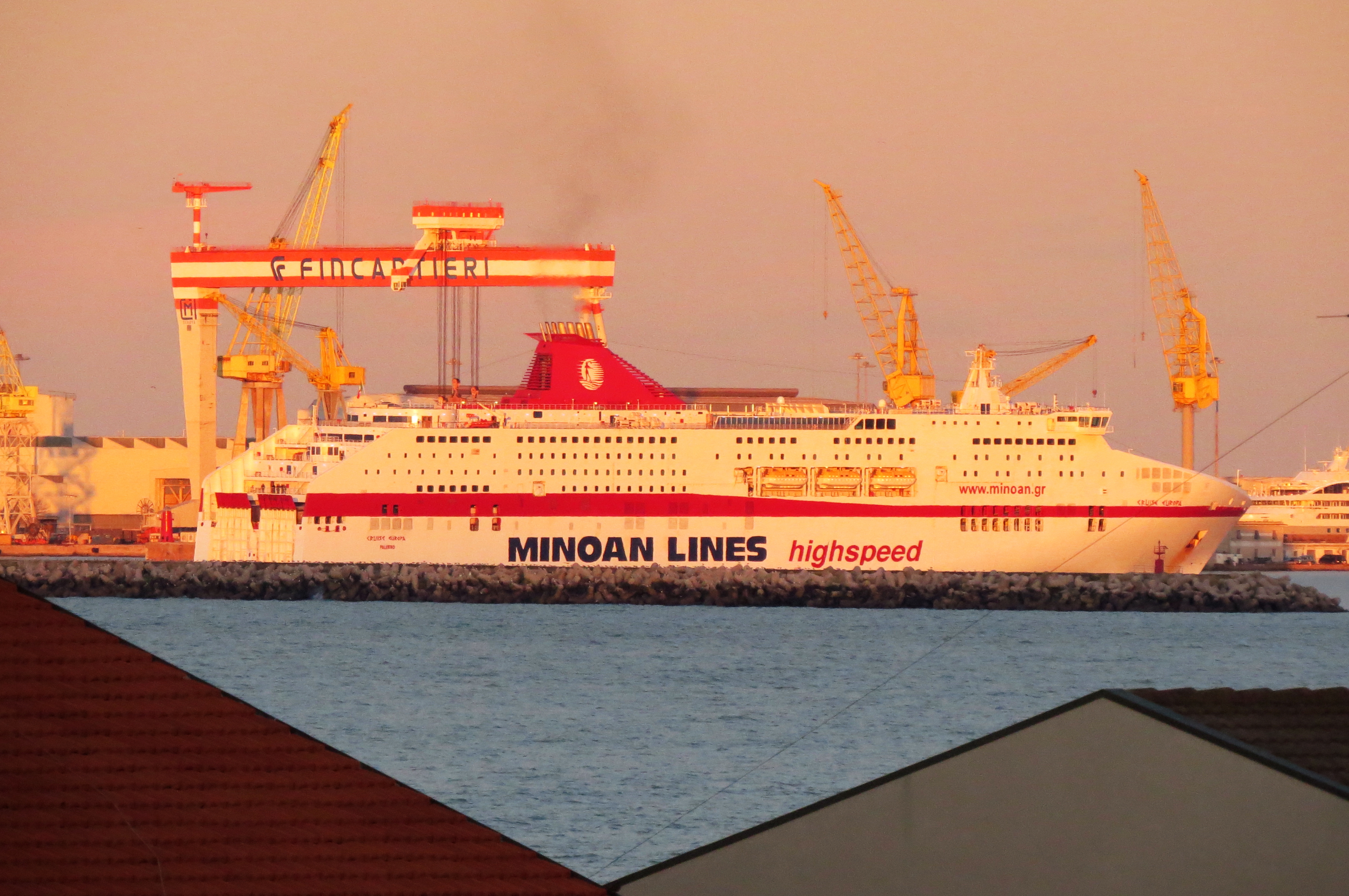
Cruise Europa ad Ancona nel 2015.

Dal 30 settembre 2009 copre la tratta Ancona-Igoumenitsa-Patrasso oppure Venezia-Igoumenitsa operata da Grimaldi Minoan Lines.
Il 28 dicembre 2014 la Cruise Europa ha partecipato alle operazioni di soccorso relative al traghetto passeggeri Norman Atlantic, sul quale era scoppiato un incendio.
Dall'11 marzo 2021 serve la tratta Livorno-Olbia insieme alla gemella Cruise Olympia (che cambia nome in Cruise Sardegna). Viene temporaneamente sostituita dalla Zeus Palace tra il 21 e il 30 maggio 2023 per manutenzione.
Dal 20 novembre 2023 fino al 26 marzo 2024 è trattenuta in cantiere a Marsiglia per riparazioni, a causa di un grave danno all'asse di sinistra con rottura del paracavo.
Dal 27 marzo 2024 serve la tratta Livorno-Olbia insieme alla gemella Cruise Sardegna

## Navi gemelle
- Cruise Barcelona
- Cruise Roma
- Cruise Sardegna

## Galleria d'immagini

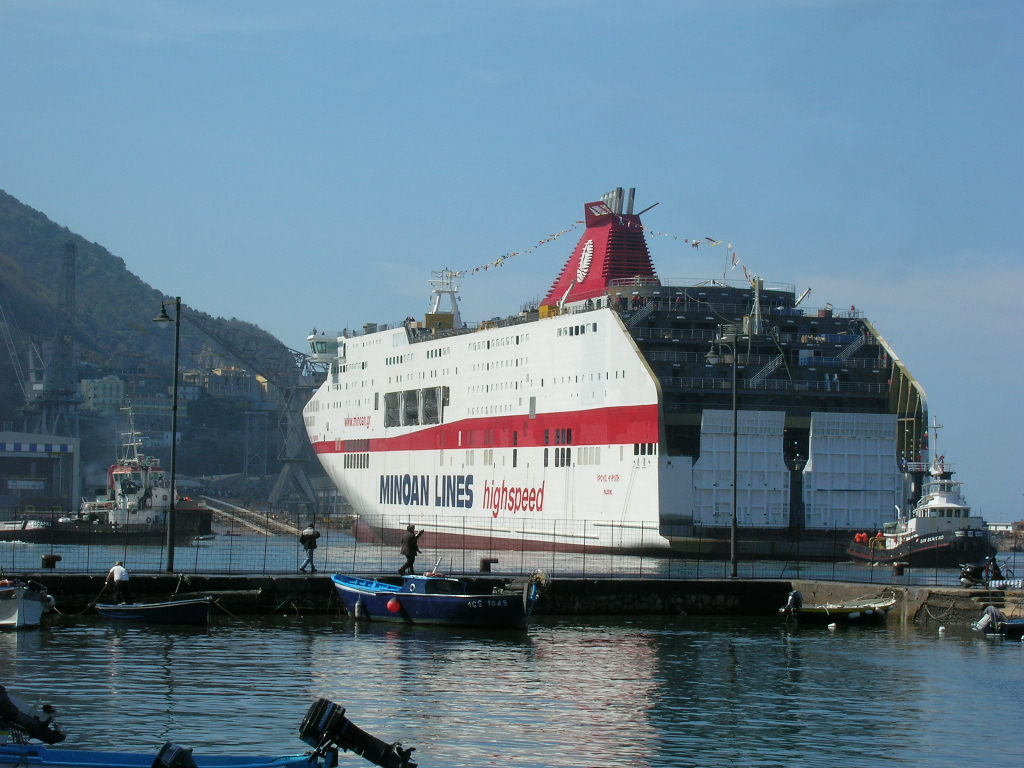
Cruise Europa subito dopo il varo.
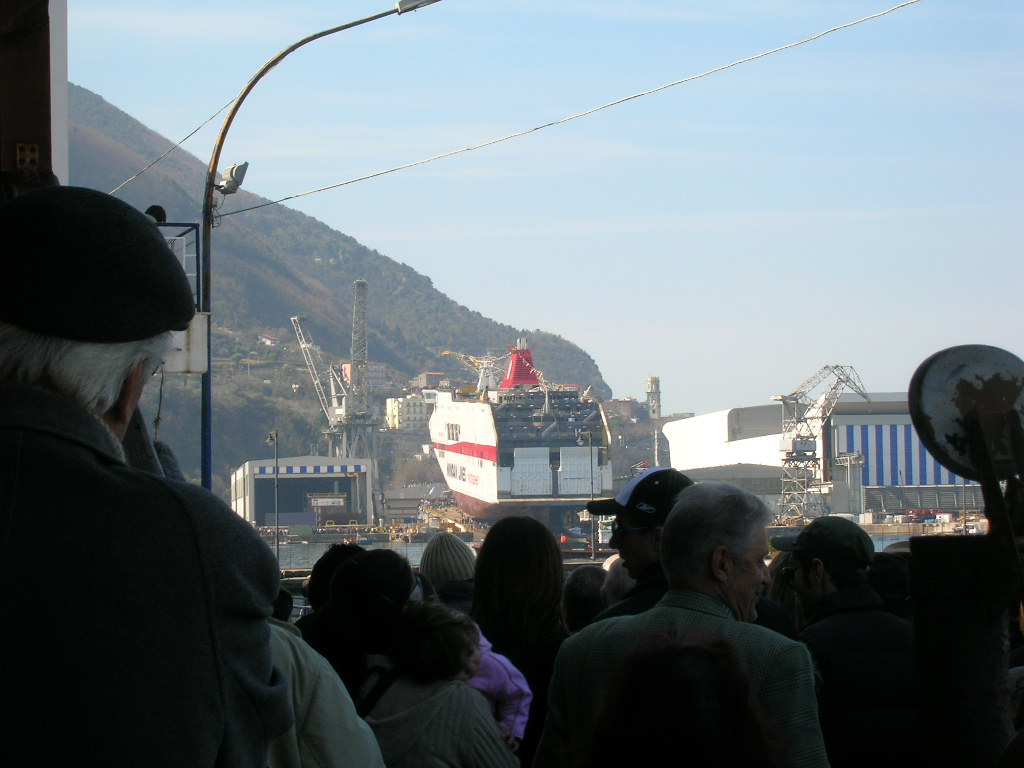
Cruise Europa sullo scalo prima del varo.